# Schutzmannschaft Bataillon 201

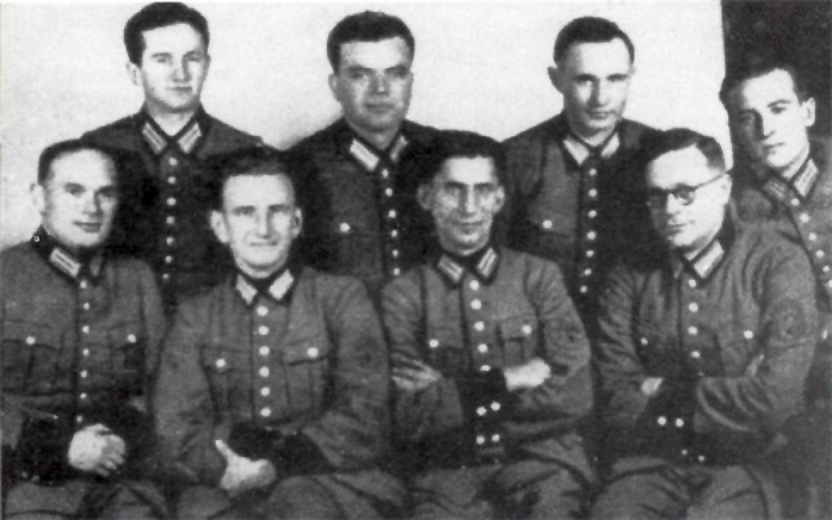
Les officiers du Schutzmannschaft Battalion 201, avec Roman Shukhevych (assis, second en partant de la gauche), 1942

Le 201e bataillon Schutzmannschaft (en allemand, le Schutzmannschaft Bataillon 201) est un bataillon de milice ukrainien créé pendant la Seconde Guerre mondiale par la SS pour lutter contre la résistance dans les pays occupés par l'Allemagne nazie. Il est principalement intervenu en Pologne orientale, Ukraine soviétique et Biélorussie. Ce bataillon a également participé à l’extermination de Juifs dans les mêmes zones.

## Histoire

### Création
Le 15 août 1941, après la dissolution du bataillon Nachtigall, 650 nationalistes ukrainiens (issus du mouvement OUN-B de Stepan Bandera) sont reversés dans le nouveau bataillon no 201, qui est par son commandement rattaché à la Waffen-SS[réf. nécessaire]. L'uniforme adopté est celui de la gendarmerie polonaise. Le 201e bataillon est formé de quatre compagnies : le commandant du bataillon Nachtigall, Roman Choukhevytch prend le poste de capitaine de la première compagnie, la seconde est menée par Brigider, la troisième par Vasyl Sidor et la dernière par Pavlyk. Le bataillon est placé sous le commandement du major polonais Eugène Pobihuchtchy, lui-même sous le contrôle d'un officier de liaison du SD, Wilhelm Mocha.
Le recrutement en Ukraine est d’autant plus facile qu’un fort antisémitisme y sévit de manière chronique de longue date.
D'autres membres éminents de l’OUN-B participent aux côtés de Roman Choukhevytch aux opérations du 201e bataillon, notamment Oleksander Lutsky qui deviendra plus tard le premier commandant de l'UPA de la zone Ouest, ou encore Vasyl Sydor (en), commandant de l'UPA zone Ouest de 1944 à 1949, Mykola Ninowsky, coursier[source insuffisante] dans l'UPA.

### Principales contributions
Une semaine après sa création, le 201e bataillon est engagé dans une campagne contre les populations juives ashkénazes dans les villes alors polonaises (ukrainiennes après la guerre) de Zolotchiv et Ternopil, ainsi que dans la ville déjà ukrainienne de Vinnytsia. La troisième compagnie mentionne dans son rapport avoir exterminé « tous les Juifs » de trois villages autour de Vinnytsia « à coup de feu et de strychnine ». Contrairement à ce qui passera plus à l'est où les Ukrainiens se montreront passifs, les plus grandes violences, et cela dès le début de l'opération Barbarossa, sont commises par la population galicienne elle-même (guidée par quelques notables) armée de gourdins, faux, haches, brûlant les synagogues, violant les femmes, tuant parfois les enfants. Ces armes, brandies entre deux rangs serrés où défilent les victimes, servent au même « supplice des piques »[source insuffisante].
Du 29 au 30 septembre 1941, le 201e bataillon participe au premier massacre de Babi Yar au cours duquel plus de trente mille personnes (Juifs, prisonniers de guerre soviétiques, communistes, Roms, Ukrainiens et otages civils) sont assassinés aux abords du ravin de Babi Yar (en français, le « ravin des bonnes femmes »).
L’Einsatzkommando 4a (de l’Einsatzgruppe C) décide alors de ne fusiller que les adultes, les Ukrainiens se chargeant d’assassiner les enfants. Parfois, la férocité des collaborateurs locaux effraie jusqu’aux cadres allemands des Einsatzgruppen. C’est le cas, en particulier, des membres de l’Einsatzkommando 6 de l’Einsatzgruppe C, « littéralement épouvantés par la soif de sang » que manifesta un groupe d’Ukrainiens.
À la mi-mars 1942, le bataillon est transféré en Biélorussie, où il est rebaptisé « sous-division de la 201e division de police » ; cette 201e division, avec d'autres brigades et bataillons, sert sous le commandement du général SS Erich von dem Bach-Zelewski. L'historien allemand Frank Golczewski affirme que les principales activités du bataillon étaient de combattre les partisans et d’exterminer des Juifs,. Selon l'OUN, plus de deux mille partisans soviétiques ont été tués par le bataillon au cours des neuf mois de campagne en Biélorussie.